# Valasberg
De Valasberg, Zweeds: Valastjåkka, Samisch: Vállaščorru, is een berg in het noorden van Zweedse. De berg ligt in de gemeente Kiruna ten westen van het Valasmeer. De Valasrivier stroomt aan de zuidkant van de berg naar het noordoosten weg.